# Luzin space
在数学中，以Nikolai Luzin命名的Luzin空间（或Lusin空间）是不可数的拓扑T 1空间，其没有孤立点，每个无处稠密的子集都是可数的。Luzin空间的定义有许多细微的变化：T 1条件可以用T 2或T 3代替，并且一些作者允许空间中存在可数甚至任意数量的孤立点。